# بليك شتاين
بليك شتاين (بالإنجليزية: Blake Stein)‏ هو لاعب كرة قاعدة أمريكي، ولد في 3 أغسطس 1973 في ماكومب في الولايات المتحدة.